# هایک گاراگاش
هایک گاراگاش (به ارمنی: Հայկ Գարագաշ)، نویسنده، مترجم و هنرمند تئاتر ارمنی‌تبار اهل ایران بود.

## زندگی‌نامه
در سال ۱۸۹۳ (۱۲۷۲) در تبریز زاده شد. پدر وی «آرداشس گاراگاش» نام داشت. تحصیلات مقدماتی و متوسطه را در دبیرستان سن لوئی، تهران به پایان رساند. سپس دست به مطالعه و تحقیق زد و زبان‌های فرانسه، انگلیسی و روسی را به‌خوبی فراگرفت. از ۱۳ سالگی وارد عرصه تئاتر شد و یکی از بنیانگذاران تئاتر ایران گردید.
از سال ۱۹۲۰ (۱۲۹۹) نشریه فکاهی «بوبوخ» را منتشر نمود و در سال‌های ۱۹۲۷، ۱۹۲۸، ۱۹۳۰ (۱۳۰۶ و ۱۳۰۷ و ۱۳۰۹) به چاپ سالنامه ارامنه ایران پرداخت و در سال ۱۹۳۰ (۱۳۰۹) هفته‌نامه ارمنی‌زبان «وراتزنوند» (رستاخیز) را انتشار داد. این هفته‌نامه در دوران جنگ جهانی دوم تبدیل به روزنامه شد و نقش بسزایی در روشنگری اذهان عمومی ایفا نمود. او با ادبیات جهانی به خوبی آشنا بود و برخی از آنان را به زبان فارسی ترجمه کرده است.
همچنین داستان‌هایی از چهار نویسنده بزرگ ارمنی، (آلکساندر شیروانزاده، نار-دوس، هوهانس تومانیان، روبن سواگ)، تحت عنوان «داستان‌های ارمنی» را به فارسی ترجمه و در کتابی تحت عنوان داستان‌های ارمنی در سال ۱۹۵۷ (۱۳۳۶) به چاپ رساند. کتاب داستان‌های ارمنی شامل هفت داستان از افسانه‌های محلی و اساطیری مردم ارمنی است. هر یک از این افسانه‌ها دارای قدمتی کهن است.
هایک گاراگاش در ۲ مه ۱۹۶۰ (۱۲ اردیبهشت ۱۳۳۹) در تهران درگذشت.

## فیلمشناخت
- یک نگاه (نویسنده و کارگردان ۱۹۵۲ (۱۳۳۱)

## توضیحات
1. ↑  نام خانوادگی وی در برخی منابع به اشتباه کارکاش ثبت شده است